# 民族大道 (南宁)

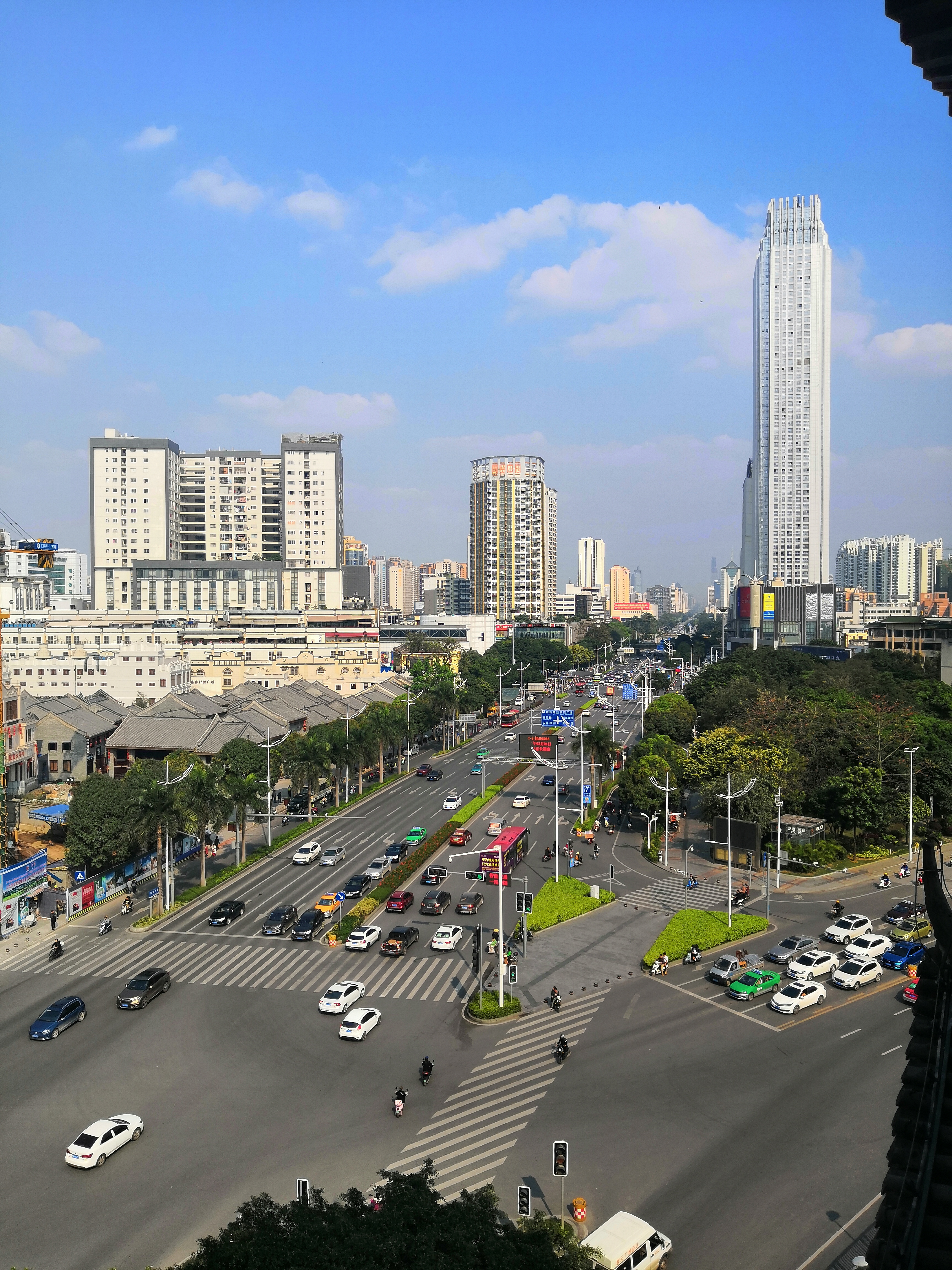
南宁民族大道起点

民族大道是一条位于南宁市的东西向城市主干道，全长12.5公里。民族大道由南寧的区市政工程联合公司负责施工，第一期道路於1987年5月1日竣工通车。